# Henrique de Sousa Monteiro
Henrique de Sousa Monteiro (Ferreira de Aves, 20 de setembro de 1857 — 27 de março de 1933) foi um oficial de Artilharia do Exército Português e deputado da Assembleia Constituinte de 1911, eleito pelo círculo n.º 20 de Moimenta da Beira.

## Biografia
Pertenceu a uma família numerosa de que se distinguiram várias personalidades. Teve 9 filhos. É irmão de Eduardo Figueiredo de Sousa Monteiro. É bisavô de José Manuel Monteiro de Carvalho e Silva.
Nasceu na Veiga, freguesia de Ferreira d'Aves, concelho de Sátão, distrito de Viseu. Filho de António de Sousa Monteiro e de D. Maria José de Sousa Figueiredo.
Foi oficial de artilharia. Terminou o curso dos liceus em Coimbra em 1878, ano em que entrou na Escola Politécnica em Lisboa, onde fez o segundo curso da mesma Escola. Passou em 1882 à Escola do Exercito a frequentar o curso de artilharia, que concluiu no fim do ano de 1874. Assentou praça em infantaria 14 em 4 de setembro de 1870. Foi promovido a alferes aluno (classe hoje extinta) em 1882, ao posto de 2º tenente em 1885, a 1º tenente  em 1887, a capitão em 1898  e a major em julho de 1911. Em 1914 foi promovido a coronel (ordem 26/1914).
As comissões militares de serviço em que mais demoradamente permaneceu, foram as de ajudante do regimento d'artilharia n° 1 (onze anos) e a de adjunto à inspeção dos serviços d'artilharia na grande circunscrição militar do centro (doze anos). Fez parte da bateria de artilharia expedicionária a Moçambique em 1898. Nomeado inspetor do material de guerra na 2." circunscrição, é esta a comissão de serviço militar que lhe compete. Sempre republicano, jamais esteve filiado em qualquer agremiação monárquica. Foi sócio da Liga Liberal. Para esta associação extra-partidária entrou com entusiasmo, convencido da fé liberal e desinteressado patriotismo dos seus sócios fundadores. 
Teve uma presença ativa no Parlamento entre 1911 e 1913, altura em que renunciou ao cargo. 
Por exemplo, em 1912 foi um dos proponentes do Projecto de Lei nº 44-E/I da Câmara dos Deputados,  de 11 de janeiro de 1912, juntamente com os Deputados António de Paiva Gomes, Pádua Correia, António Amorim de Carvalho, Vítor de Macedo Pinto, José Tristão Paes de Figueiredo. Sobre esta iniciativa foi elaborado o Parecer nº 66, da Comissão de Agricultura da Câmara dos Deputados, de 23 de janeiro de 1912, assinado pelos Deputados Ezequiel de Campos, António Alberto Charula Pessanha, Jorge de Vasconcelos Nunes, João Carlos Rodrigues de Azevedo, Vítor José de Deus de Macedo Pinto (relator). Este projeto modifica a redação do artigo 11º do Decreto de 1 de Outubro de 1908, que demarca a região dos vinhos de pasto do Dão. Em 3 de julho de 1912 foi co-proponente de um Projeto de Lei Estabelecendo um fundo de pensões no corpo de policia civil de Viseu, destinado às praças impossibilitadas de servir, juntamente com os deputados José Vale de Matos Cid, Victor de Macedo Pinto, António Gomes, José Perdigão, Alvaro Poppe, e Pereira Vitorino.  